# Vihorlatita
La vihorlatita és un mineral de la classe dels sulfurs que pertany al grup de la tetradimita. Va ser anomenada en honor de les muntanyes Vihorlat, on està situada la localitat tipus. El Vihorlat és una serralada volcànica a l'est d'Eslovàquia i l'oest d'Ucraïna. Una part de la serralada es troba catalogada com a Patrimoni de la Humanitat.

## Característiques
La vihorlatita és un sulfur de fórmula química {\displaystyle {\ce {Bi24Se17Te4}}}. Cristal·litza en el sistema trigonal.
Segons la classificació de Nickel-Strunz, la vihorlatita pertany a «02.DC - Sulfurs metàl·lics, amb variable proporció M:S» juntament amb els següents minerals: hedleyita, ikunolita, ingodita, joseïta-B, kawazulita, laitakarita, nevskita, paraguanajuatita, pilsenita, skippenita, sulfotsumoïta, tel·lurantimoni, tel·lurobismutita, tetradimita, tsumoïta, baksanita, joseïta-C, protojoseïta, sztrokayita i tel·luronevskita.

## Jaciments
La vihorlatita va ser descoberta a Poruba pod Vihorlatom, a Michalovce, (Košice, Eslovàquia). Es tracta de l'únic indret on ha estat trobada aquesta espècie mineral.